# Lijst van gebouwen in Brussel
Dit is een lijst van gebouwen in de stad Brussel.
- Abdij Ter Kameren
- Ancienne Belgique
- Arenberggebouw
- Atomium
- Belgacomtorens of Pleiadetorens
- Berlaymontgebouw
- Beursschouwburg
- Boudewijngebouw
- Brussels Expo
- Brussels Parlementsgebouw
- Rogiertoren
- Egmontpaleis
- Ellipsegebouw
- Gebouw Leefmilieu Brussel
- Graaf de Ferrarisgebouw
- Hallepoort
- Hendrik Consciencegebouw
- Herman Teirlinckgebouw
- Hotel Solvay
- Hotel Tassel
- Hotel van Eetvelde
- Huis Saint-Cyr
- Justitiepaleis van Brussel
- Kapellekerk
- Kasteel van Laken
- Kathedraal van Sint-Michiel en Sint-Goedele
- Klein Kasteeltje
- Koninginnegalerij
- Koning Boudewijnstadion
- Koninklijke Muntschouwburg
- Koninklijk Paleis van Brussel
- Koninklijke Sint-Hubertusgalerijen
- Lambermont
- Lottotoren
- Martinitoren
- Nationale Basiliek van het Heilig Hart
- North Galaxy-torens
- North Gate
- North Plaza
- Old England
- Pachecogebouw
- Pensioentoren
- Philipstoren
- Phoenixgebouw
- Premiumtoren
- Rijksadministratief Centrum
- Sint-Gorikshallen
- Sint-Jans en Sint-Stevenskerk der Miniemen
- Stadhuis van Brussel
- Station Brussel-Centraal
- Station Brussel-Noord
- Station Brussel-Zuid
- Stripmuseum
- Villa Empain
- Woning en atelier van Horta
- WTC-gebouwen 1 en 2
- WTC-gebouw 3